# Cladotanytarsus tasmanicus
Cladotanytarsus tasmanicus är en tvåvingeart som beskrevs av C. John M. Glover 1973. Cladotanytarsus tasmanicus ingår i släktet Cladotanytarsus och familjen fjädermyggor. Inga underarter finns listade i Catalogue of Life.